# Super Aguri F1
A Super Aguri F1 Team  egy volt japán Formula–1-es csapat, mely 2006-tól a 2008-as spanyol nagydíjíg volt jelen a sportágban. A névadó csapatfőnök az egykori japán Formula–1-es versenyző, Szuzuki Aguri.

## A csapat története

### 2006

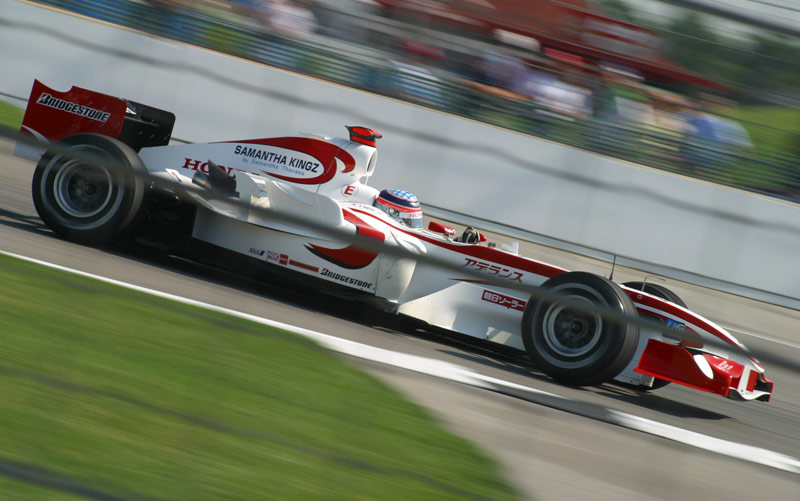
Szató 2006-ban

Az új csapat két japán pilótája az egykori BAR-versenyző Szató Takuma és Ide Júdzsi lett. Az európai nagydíjtól a gyengén teljesítő és sokat bírált Idét a francia Franck Montagny váltotta. A német nagydíj után az utolsó hét versenyt a csapat addigi tesztpilótája, Jamamoto Szakon teljesítette.
A Super Aguri a motorokat a Hondától, a gumiabroncsokat a Bridgestonetól vásárolta. Az FIA szabálya szerint, mivel nem lehet más csapattól kasztnit vásárolni, ezért egy 2002-es Arrows A23-ast használtak kissé átalakítva SA05 néven. A német nagydíj után az SA05 továbbfejlesztett változatát használták, az SA06-ot.
A 2006-os szezonban a csapat gyakorlatilag semmilyen eredményt sem tudott felmutatni, az év során egyetlen pontot sem szerzett, és egyszer sem jutottak tovább az időmérő első fordulójából.

### 2007

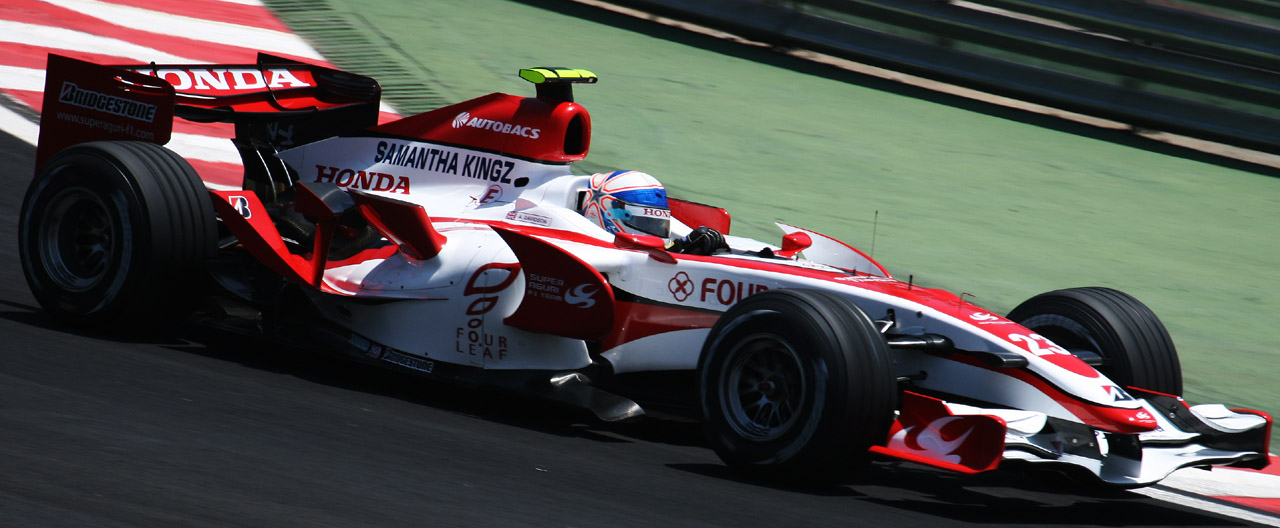
Davidson 2007-ben, Brazíliában

A japán csapat a 2007-es szezonnak Szatóval és Anthony Davidsonnal vágott neki. Szató Ausztráliában hatalmas meglepetéssel a 10. helyről rajtolt, ami a csapat történetének legjobb rajthelye volt. A japán a spanyol nagydíjon nyolcadik lett, két versennyel később, Kanadában pedig megelőzve a kétszeres világbajnok Fernando Alonsót, a hatodik helyet szerezte meg. A csapat 4 pontjával 2007-ben a kilencedik helyet érte el a konstruktőr-világbajnokságban.

### 2008

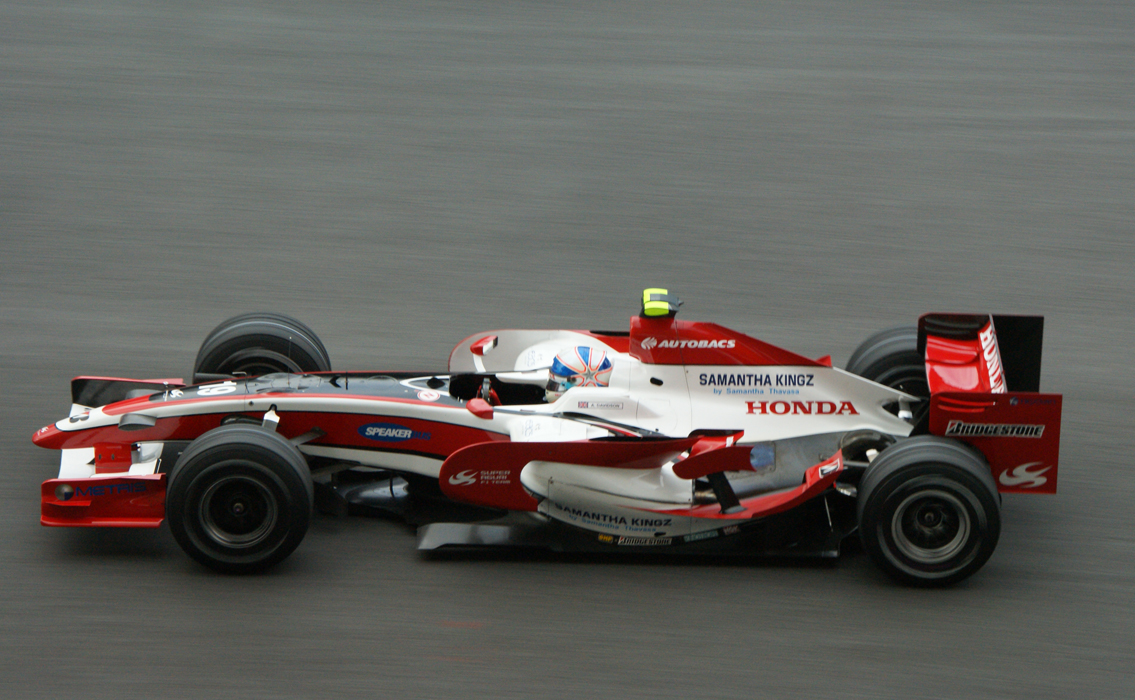
Davidson Malajziában

2008-ban sokáig úgy tűnt, hogy a csapat pénzügyi problémák miatt nem is fog részt venni a bajnokságban. Végül néhány héttel a szezonnyitó futam előtt a MAGMA csoportnak köszönhetően a csapat megmenekült, és rajthoz tudott állni Ausztráliában.
A futamon mindkét autójuk kiesett. Malajziában már célba értek a versenyzők, igaz, csak a 15-16. helyen. A bahreini nagydíj időmérő edzésén Szató összetörte az autóját, így csak a mezőny végéről rajtolhatott. A versenyen 17. lett, csapattársa mögött.
A bahreini nagydíjat követő kollektív Formula–1-es teszten nem vettek részt a Super Aguri autói, miután a szezon elején talált befektetők visszaléptek a támogatástól. A spanyol nagydíjon való indulást még fedezték a csapat tartalékai, a versenyen Szató közel került a pontszerzéshez, de végül csak a 13. helyen zárt. Davidson hűtőproblémák miatt kiesett.
2008. május 6-án bejelentették, hogy vége a csapat pályafutásának, Törökországban már csak 10 csapat indult el a versenyen.

## Eredmények a Formula–1-ben

### Összefoglaló
| Szezon | Név                        | Modell                            | Gumi | Motor    | Üzemanyag | Versenyzők                                              | Helyezés     |
| ------ | -------------------------- | --------------------------------- | ---- | -------- | --------- | ------------------------------------------------------- | ------------ |
| 2006   | Super Aguri Formula 1 Team | Super Aguri SA05 Super Aguri SA06 | B    | Honda V8 | Elf ENEOS | Szató Takuma Ide Júdzsi Franck Montagny Jamamoto Szakon | 11. (0 pont) |
| 2007   | Super Aguri Formula 1 Team | Super Aguri SA07                  | B    | Honda V8 | ENEOS     | Szató Takuma Anthony Davidson                           | 9. (4 pont)  |
| 2008   | Super Aguri Formula 1 Team | Super Aguri SA08                  | B    | Honda V8 | ENEOS     | Szató Takuma Anthony Davidson                           | 11. (0 pont) |

### Teljes Formula–1-es eredménysorozata
(táblázat értelmezése)
| A Super Aguri teljes Formula–1-es eredménysorozata | A Super Aguri teljes Formula–1-es eredménysorozata | A Super Aguri teljes Formula–1-es eredménysorozata | A Super Aguri teljes Formula–1-es eredménysorozata | A Super Aguri teljes Formula–1-es eredménysorozata | A Super Aguri teljes Formula–1-es eredménysorozata | A Super Aguri teljes Formula–1-es eredménysorozata | A Super Aguri teljes Formula–1-es eredménysorozata |     |     |     |     |     |     |     |     |     |     |     |     |     |     |     |          |        |
| Év                                                 | Kasztni                                            | Motor                                              | Gumi                                               | Pilóta                                             | 1                                                  | 2                                                  | 3                                                  | 4   | 5   | 6   | 7   | 8   | 9   | 10  | 11  | 12  | 13  | 14  | 15  | 16  | 17  | 18  | Helyezés | Pontok |
| -------------------------------------------------- | -------------------------------------------------- | -------------------------------------------------- | -------------------------------------------------- | -------------------------------------------------- | -------------------------------------------------- | -------------------------------------------------- | -------------------------------------------------- | --- | --- | --- | --- | --- | --- | --- | --- | --- | --- | --- | --- | --- | --- | --- | -------- | ------ |
| 2006                                               | SA05 SA06                                          | Honda RA806E 2.4 V8                                | B                                                  |                                                    | BHR                                                | MAL                                                | AUS                                                | SMR | EUR | ESP | MON | GBR | CAN | USA | FRA | GER | HUN | TUR | ITA | CHN | JPN | BRA | 11.      | 0      |
| 2006                                               | SA05 SA06                                          | Honda RA806E 2.4 V8                                | B                                                  | Szató Takuma                                       | 18                                                 | 14                                                 | 12                                                 | Ret | Ret | 17  | Ret | 17  | 15  | Ret | Ret | Ret | 13  | NC  | 16  | DSQ | 15  | 10  | 11.      | 0      |
| 2006                                               | SA05 SA06                                          | Honda RA806E 2.4 V8                                | B                                                  | Ide Júdzsi                                         | Ret                                                | Ret                                                | 13                                                 | Ret |     |     |     |     |     |     |     |     |     |     |     |     |     |     | 11.      | 0      |
| 2006                                               | SA05 SA06                                          | Honda RA806E 2.4 V8                                | B                                                  | Franck Montagny                                    |                                                    |                                                    |                                                    |     | Ret | Ret | 16  | 18  | Ret | Ret | 16  |     |     |     |     |     |     |     | 11.      | 0      |
| 2006                                               | SA05 SA06                                          | Honda RA806E 2.4 V8                                | B                                                  | Jamamoto Szakon                                    |                                                    |                                                    |                                                    |     |     |     |     |     |     |     |     | Ret | Ret | Ret | Ret | 16  | 17  | 16  | 11.      | 0      |
| 2007                                               | SA07                                               | Honda RA807E 2.4 V8                                | B                                                  |                                                    | AUS                                                | MAL                                                | BHR                                                | ESP | MON | CAN | USA | FRA | GBR | EUR | HUN | TUR | ITA | BEL | JPN | CHN | BRA |     | 9.       | 4      |
| 2007                                               | SA07                                               | Honda RA807E 2.4 V8                                | B                                                  | Szató Takuma                                       | 12                                                 | 13                                                 | Ret                                                | 8   | 17  | 6   | Ret | 16  | 14  | Ret | 15  | 18  | 16  | 15  | 15  | 14  | 12  |     | 9.       | 4      |
| 2007                                               | SA07                                               | Honda RA807E 2.4 V8                                | B                                                  | Anthony Davidson                                   | 16                                                 | 16                                                 | 16                                                 | 11  | 18  | 11  | 11  | Ret | Ret | 12  | Ret | 14  | 14  | 16  | Ret | Ret | 14  |     | 9.       | 4      |
| 2008                                               | SA08                                               | Honda RA808E 2.4 V8                                | B                                                  |                                                    | AUS                                                | MAL                                                | BHR                                                | ESP | TUR | MON | CAN | FRA | GBR | GER | HUN | EUR | BEL | ITA | SIN | JPN | CHN | BRA | 11.      | 0      |
| 2008                                               | SA08                                               | Honda RA808E 2.4 V8                                | B                                                  | Szató Takuma                                       | Ret                                                | 16                                                 | 17                                                 | 13  |     |     |     |     |     |     |     |     |     |     |     |     |     |     | 11.      | 0      |
| 2008                                               | SA08                                               | Honda RA808E 2.4 V8                                | B                                                  | Anthony Davidson                                   | Ret                                                | 15                                                 | 16                                                 | Ret |     |     |     |     |     |     |     |     |     |     |     |     |     |     | 11.      | 0      |

## Külső hivatkozások
- Hivatalos honlap